# حبیب‌الله امام مردوخ
حبیب‌الله امام مردوخ از سیاستمداران ایرانی بود، که در دوره‌های  بیستم،  بیست و یکم ، بیست و دوم، و  بیست و سوم بعنوان نماینده پاوه در مجلس شورای ملی حضور داشت.